# 1207 (szám)
Az 1207 (római számmal: MCCVII) az 1206 és 1208 között található természetes szám.

## A szám a matematikában
A tízes számrendszerbeli 1207-es a kettes számrendszerben 10010110111, a nyolcas számrendszerben 2267, a tizenhatos számrendszerben 4B7 alakban írható fel.
Az 1207 páratlan szám, összetett szám, félprím. Kanonikus alakja 171 · 711, normálalakban az 1,207 · 103 szorzattal írható fel. Négy osztója van a természetes számok halmazán, ezek növekvő sorrendben: 1, 17, 71 és 1207.
Az 1207 negyvenhárom szám valódiosztó-összegeként áll elő, ezek közül legkisebb a 6005.

## Csillagászat
- 1207 Ostenia kisbolygó